# Alexei Jefimowitsch Michlin
Alexei Jefimowitsch Michlin (russisch Алексей Ефимович Михлин, engl. Transliteration Alexey Yefimovich Mikhlin, wiss. Transliteration Aleksej Efimovič Michlin, * 1938 in Minsk) ist ein sowjetischer klassischer Geiger.

## Leben und Werk
Michlin gewann 1963 in Brüssel den Concours Musical Reine Elisabeth im Fach Violine. Während einer der letzten Vorstellungen dieses Wettbewerbes riss Michlin eine Saite seines Instrumentes. Michlin unterbrach seine Vorstellung nicht, sondern entwendete einem Orchesterbegleiter dessen Instrument und spielte die Komposition auf diesem Instrument weiter.
Michlin nahm seinen ersten Violinunterricht in Lwiw. Später wechselte er an das Tschaikowski-Konservatorium in Moskau. Dort war er Schüler von  B. Belenki und in einem Postgraduiertenstudium von David Oistrach.
Er wirkte als Violinlehrer an der Gnesin Musikschule in Moskau. Ab 1990 wirkte Michlin am Concervatorio Superior de musica Eduardo Martinez Torner in Oviedo als Musikprofessor. In Oviedo engagierte er sich stark für das Kammerorchester Virtuosos de Moscú.